# Diamonds and Pearls
A Diamonds and Pearls az amerikai zenész, Prince 13. stúdióalbuma, amelyen először közreműködik a The New Power Generation. 1991. október 1-én adta ki a Paisley Park Records és a Warner Bros. Records. Az albumon több sikeres kislemez is volt, mint a  "Gett Off", "Cream", "Money Don't Matter 2 Night", "Insatiable" és a "Diamonds and Pearls". Lori Werner (Diamond), és Robia LaMorte (Pearl) táncosok szerepeltek a kislemezek videóklipjeinek nagy részében és Prince Diamond and Pearls turnéján.
A Diamonds and Pearls zenei stílusok keveréke: tartalmaz funkot ("Daddy Pop", "Jughead", "Gett Off"), popot és rockot ("Cream", "Money Don't Matter 2 Night", "Diamonds and Pearls"). A "Willing and Able" fel volt használva a Super Bowl XXVI-n.

## Számlista
Az összes dalszöveg szerzője Prince, az összes szám szerzője Prince és a The New Power Generation.
|     | Cím                                       | Hossz |
| --- | ----------------------------------------- | ----- |
| 1.  | Thunder                                   | 5:45  |
| 2.  | Daddy Pop                                 | 5:17  |
| 3.  | Diamonds and Pearls                       | 4:45  |
| 4.  | Cream                                     | 4:13  |
| 5.  | Strollin'                                 | 3:47  |
| 6.  | Willing and Able                          | 5:00  |
| 7.  | Gett Off                                  | 4:31  |
| 8.  | Walk Don't Walk                           | 3:07  |
| 9.  | Jughead                                   | 4:57  |
| 10. | Money Don't Matter 2 Night                | 4:46  |
| 11. | Push                                      | 5:53  |
| 12. | Insatiable                                | 6:39  |
| 13. | Live 4 Love (Last Words from the Cockpit) | 6:59  |

## Közreműködők
- Prince – ének és különböző hangszerek
- Rosie Gaines – billentyűk (2), ének (3, 11), háttérének és billentyűk (4, 6, 7–9)
- Tommy Barbarella – billentyűk (2–4, 6–8)
- Levi Seacer, Jr. – basszusgitár (2, 5, 6, 8–10), ritmusgitár (4, 7)
- Sonny T. – basszusgitár (3, 4, 7, 13)
- Michael B. – dobok (2–8, 10, 13)
- Sheila E. – szintidobok (3)
- Damon Dickson – ütőhangszerek (6, 7, 9)
- Kirk Johnson – ütőhangszerek (6, 7, 9)
- Eric Leeds – furulya (7)
- Tony M. – rap (2, 6, 7, 9, 11, 13)
- Elisa Fiorillo – vokál (2, 8)
- Clare Fischer – zenekar (11)

## Kislemezek
| Kislemez                     | B-oldal                                            | Slágerlista | Slágerlista | Slágerlista | Slágerlista |
| Kislemez                     | B-oldal                                            | US          | US R&B      | UK          | AUS         |
| ---------------------------- | -------------------------------------------------- | ----------- | ----------- | ----------- | ----------- |
| "Gett Off"                   | "Horny Pony"                                       | 21          | 6           | 4           | 8           |
| "Cream"                      | "Horny Pony"                                       | 1           | –           | 15          | 2           |
| "Insatiable"                 | "I Love U in Me"                                   | –           | 3           | –           | –           |
| "Diamonds and Pearls"        | "Q in Doubt"                                       | 3           | 1           | 25          | 13          |
| "Money Don't Matter 2 Night" | "Call the Law" "Push" (UK)                         | 23          | 14          | 19          | 18          |
| "Thunder"                    | "Violet the Organ Grinder" "Gett Off" (Thrust Dub) | –           | –           | 28          | –           |

## Slágerlisták
| Slágerlista (1991/92)         | Pozíció |
| ----------------------------- | ------- |
| Ausztrál Albumok (ARIA)       | 1       |
| Osztrák Albumok               | 4       |
| Kanadai Albumok               | 8       |
| Holland Albumok               | 6       |
| Francia Albumok               | 8       |
| Német Albumok (Media Control) | 8       |
| Olasz Albumok                 | 5       |
| Japán Albumok (Oricon)        | 9       |
| Új-zélandi Albumok            | 5       |
| Norvég Albumok                | 5       |
| Spanyol Albumok               | 8       |
| Svéd Albumok                  | 8       |
| Svájci Albumok                | 3       |
| UK Albums Chart               | 2       |
| US Billboard 200              | 3       |
| US Billboard R&B Albums       | 1       |

| Slágerlista (1991) | Pozíció |
| ------------------ | ------- |
| Kanadai Albumok    | 47      |
| Holland Albumok    | 45      |
| Francia Albumok    | 15      |
| Olasz Albumok      | 45      |
| UK Albums Chart    | 27      |
| Slágerlista (1992) | Pozíció |
| Osztrák Albumok    | 17      |
| Svájci Albumok     | 22      |
| UK Albums Chart    | 38      |
| US Billboard 200   | 31      |

## Minősítések
| Régió                      | Minősítések | Példányszám |
| -------------------------- | ----------- | ----------- |
| Ausztrália (ARIA)          | 4x Platina  | 280,000     |
| Ausztria (IFPI Austria)    | Platina     | 50,000      |
| Kanada (Music Canada)      | Platina     | 100,000     |
| Franciaország (SNEP)       | 2x Platina  | 610,100     |
| Németország (BVMI)         | Platina     | 500,000     |
| Hollandia (NVPI)           | Platina     | 100,000     |
| Új-Zéland(RMNZ)            | Arany       | 7,500       |
| Spanyolország (PROMUSICAE) | Platina     | 100,000     |
| Svédország (GLF)           | Arany       | 50,000      |
| Svájc (IFPI Switzerland)   | Platina     | 50,000      |
| Egyesült Királyság (BPI)   | 3× Platina  | 900,000     |
| Egyesült Államok (RIAA)    | 2× Platina  | 2,000,000   |